# Фокендорф
Фокендорф (њем. Fockendorf) општина је у њемачкој савезној држави Тирингија. Једно је од 40 општинских средишта округа Алтенбургер Ланд. Према процјени из 2010. у општини је живјело 887 становника. Посједује регионалну шифру (AGS) 16077005.

## Географски и демографски подаци
Фокендорф се налази у савезној држави Тирингија у округу Алтенбургер Ланд. Општина се налази на надморској висини од 155–166 метара. Површина општине износи 8,8 km². У самом мјесту је, према процјени из 2010. године, живјело 887 становника. Просјечна густина становништва износи 100 становника/km².